# Tsaratanana (Tsaratanana)
Tsaratanana è un comune rurale (kaominina) del Madagascar (provincia di Mahajanga).
È capoluogo del distretto di Tsaratanana.
Ha una popolazione di 18.000 abitanti (stima 2001 ).
È sede di un aeroporto civile (codice aeroportuale IATA: TTS).